# Алберго Тиљи (Бергамо)
Алберго Тиљи (итал. Albergo Tigli) је насеље у Италији у округу Бергамо, региону Ломбардија.
Према процени из 2011. у насељу је живело 9 становника. Насеље се налази на надморској висини од 142 м.